# 多景島
多景島（たけしま・たけいしま）は、琵琶湖の島（無人島）。竹島・武島（たけしま）とも。琵琶湖国定公園第1種特別地域。所属住所は滋賀県彦根市八坂町である。

## 概要
- 元は島内に竹が多く自生していることから「竹島」といっていたが江戸時代に荒神山から土を運び植林した。木が成育すると島を眺める方向によって多様な景色に見えることから多景島と呼ばれる。[3]
- 滋賀県彦根市八坂町の沖あいに位置する。1655年（明暦元年）に長浜・妙法寺の僧　慈雲院日靖上人が島内に日蓮宗見塔寺を開山する。
- 島内全域が見塔寺の敷地になっている。無人島のため管理は本土側（彦根市柳川町）にある見塔寺別院で行っている。
- 島全体が花崗岩で形成されている。

## 史跡など
- 題目岩「南無妙法蓮華経」の文字が彫られた岩。高さ10m。- 桜田門外の変の際に岩から鮮血が滲み出たとの言い伝えがある。風化のため2018年に上部が崩落。
- 誓の御柱 五箇条の御誓文が刻まれている。高さ20m。
- 日蓮上人像
- 釈迦断食行像[4]
- 石造七重層塔
- 見晴らし岬
- カワニナの一種タケシマカワニナ Biwamelania takeshimensis は、学名・和名ともに多景島に因み、この島の周辺のみに生息する固有種とされ、環境省のレッドリストで準絶滅危惧に指定されている。

## 交通アクセス

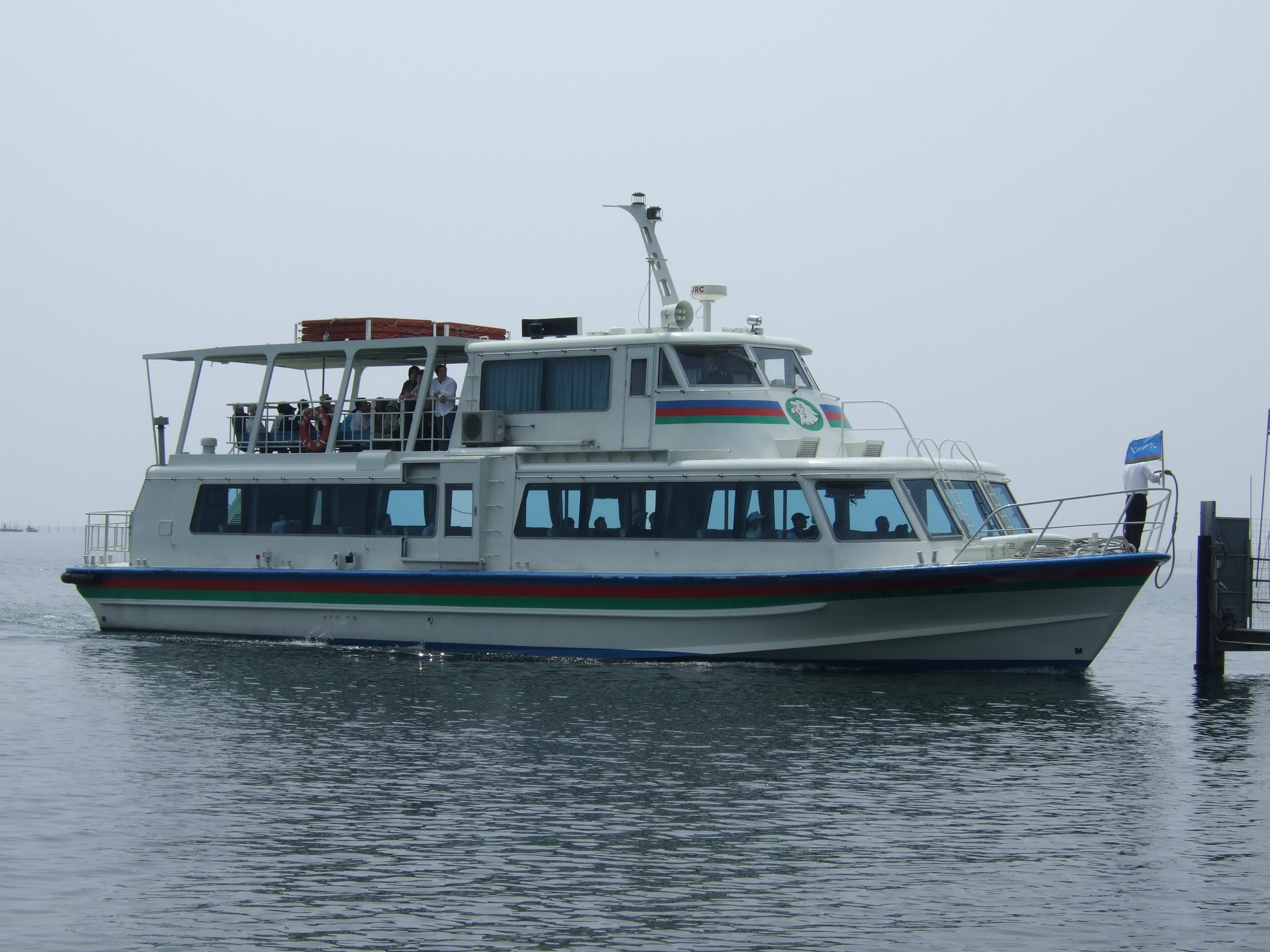
多景島への便はオーミマリンが運行

- 彦根港よりオーミマリンの多景島行き連絡船で約20分。
- 「回遊便」と「上陸便」があり、前者は島には接岸せず上陸できないので注意が必要。